# Rancho San Diego
Rancho San Diego is een plaats (census-designated place) in de Amerikaanse staat Californië, en valt bestuurlijk gezien onder San Diego County.

## Demografie
Bij de volkstelling in 2000 werd het aantal inwoners vastgesteld op 20.155.

## Geografie
Volgens het United States Census Bureau beslaat de plaats een oppervlakte van
23,0 km², geheel bestaande uit land.

## Geboren
- Josh Coxx (9 augustus 1965), acteur

## Plaatsen in de nabije omgeving
De onderstaande figuur toont nabijgelegen plaatsen in een straal van 8 km rond Rancho San Diego.